# Beania spinigera
Beania spinigera is een mosdiertjessoort uit de familie van de Beaniidae. De wetenschappelijke naam van de soort is, als Diachoris spinigera, voor het eerst geldig gepubliceerd in 1860 door MacGillivray.